# 小山乃里子の歌謡専科
小山乃里子の歌謡専科（こやまのりこのかようせんか）は、ラジオ関西で毎週水曜日午後6時～8時30分に生放送されているラジオ番組である。2006年10月放送開始。ナイターオフ番組であったが、2007年4月から毎週月曜に曜日移動して継続されることとなった。時間は変わらないが、途中に週代わりの番組（広報こうべ探検隊など）をはさむ。

## MC
小山乃里子（こやまのりこ）
ノコサンの愛称で長年親しまれている。元ラジオ関西アナウンサーで、1971年からはフリーアナウンサー・ラジオパーソナリティ。ラジオ関西での生放送担当は26年ぶりとなる。

## 内容
ラジオ関西ではこの時間帯を『名曲☆ラジオ☆関西』と位置づけて曜日ごとにジャンルを決めている。この番組では歌謡曲、演歌を流している。

### 挿入される箱番組
（原則月1回）
- 第1月曜19:15-19:30　「広報こうべ探検隊」
- 第2月曜19:10-19:30　「阪神みちまちネット」
- 第3月曜19:00-19:30　「新播磨風土記」
- その他随時特別番組を編成する関係で放送時間が短縮される週もある

## 備考
この番組をはじめとする『名曲☆ラジオ☆関西』を放送していることにより、JORFラジオ日本(1422kHz)の『オトナの情報マガジン』は放送されず、年度下半期に放送されるラジオ日本からの平日の番組ネットは無い。

## 関連事項
- 名曲☆ラジオ☆関西